# Mojkowo (Reszel)
Mojkowo (deutsch Annahof) ist ein kleiner Ort in der polnischen Woiwodschaft Ermland-Masuren und gehört zur Gmina Reszel (Stadt- und Landgemeinde Rößel) im Powiat Kętrzyński (Kreis Rastenburg).

## Geographische Lage
Mojkowo liegt in der nördlichen Mitte der Woiwodschaft Ermland-Masuren, drei Kilometer südöstlich der einstigen Kreisstadt Rößel (polnisch Reszel) bzw. 13 Kilometer südwestlich der heutigen Kreismetropole Kętrzyn (deutsch Rastenburg).

## Geschichte
Das heutige Mojkowo entstand als großer Hof und wurde Abbau Schulz genannt. Ab dem 9. Juni 1863 trug es den Namen „Annahof“ und war bis 1945 ein Wohnplatz innerhalb der Gemeinde Klawsdorf (polnisch Klewno) im Kreis Rößel im Regierungsbezirk Königsberg (ab 1905: Regierungsbezirk Allenstein) in der preußischen Provinz Ostpreußen. Im Jahre 1885 zählte Annahof 72, 1905 noch 64 Einwohner.
Als 1945 in Kriegsfolge das gesamte südliche Ostpreußen an Polen fiel, war auch Annahof davon betroffen. Es erhielt die polnische Namensform „Mojkowo“ und ist heute als ein Weiler (polnisch Osada) eine Ortschaft innerhalb der Stadt- und Landgemeinde Reszel (Rößel) im Powiat Kętrzyński (Kreis Rastenburg), bis 1998 der Woiwodschaft Olsztyn, seither der Woiwodschaft Ermland-Masuren zugehörig.

## Kirche
Bis 1945 war Annahof in die evangelische Kirche Rößel in der Kirchenprovinz Ostpreußen der Kirche der Altpreußischen Union sowie in die katholische Pfarrei Rößel im damaligen Bistum Ermland eingepfarrt.
Heute gehört Mojkowo katholischerseits weiterhin zur Pfarrei in Reszel, jetzt dem Erzbistum Ermland zugehörig. Evangelischerseits orientieren sich die Kirchenmitglieder zur Johanneskirche Kętrzyn in der Diözese Masuren der Evangelisch-Augsburgischen Kirche in Polen.

## Verkehr
Mojkowo liegt östlich der Woiwodschaftsstraße 594 und ist über eine Stichstraße von Ramty (deutsch Ramten) aus zu erreichen. Eine Bahnanbindung existiert nicht.